# Joseph P. Iddings
Joseph Paxson Iddings (Baltimore, Maryland, 21 de janeiro de 1857 — Sandy Spring, Maryland, 8 de setembro de 1920) foi um geólogo e petrologista que se destacou no estudo das rochas efusivas.

## Biografia
Joseph Paxson Iddings era o segundo filho de William Penn Iddings (1822-1906), um comerciante grossista de Filadélfia. Sua mãe, Almira Gillet (1826-1896), era de Baltimore. Teve um irmão, Charles Troy Iddings, e duas irmãs, Lola e Estelle. O seu avô, Caleb Pierce Iddings (1778-1863), era um quaker que mandou construir a propriedade da família em Brinklow em 1855. O primeiro nome Paxson remonta a Joseph S. Paxson (1814-1889), marido de sua tia Deborah J. Iddings (1815-1877).
Recebeu o grau de mestre em 1877 da Sheffield Scientific School do Yale College, hoje a Universidade de Yale. Depois estudou química analítica, mantendo-se na Universidade de Yale, enquanto trabalhava como desenhador assistente e topógrafo de campo.
Transferiu-se depois para a Universidade de Columbia, onde estudou geologia com o Professor John S. Newberry. Passou o inverno de 1879/80 na Ruprecht-Karls-Universität Heidelberg, a Universidade de Heidelberg, onde efectuou estudos petrográficos ao microscópio sob a direção de Karl Heinrich Rosenbusch, pioneiro no desenvolvimento da microscopia petrográfica. Em julho de 1880, foi nomeado pelo United States Geological Survey (USGS) como assistente geológico e colocado na divisão dirigida por Arnold Hague. Em 1892, Iddings deixou o USGS, tendo perdido o seu posto devido a cortes orçamentais que resuziram o emprego de geólogos.
Nesse mesmo ano, 1892, começou a lecionar na Universidade de Chicago, que lhe tinha atribuído uma cadeira de Petrologia, a primeira do género no mundo. Em 1907, foi eleito para a National Academy of Sciences (Academia Nacional de Ciências) e, em 1911, para a American Philosophical Society (Sociedade Filosófica Americana).
Em 1908, terminou (de forma algo drástica) as suas funções de professor e retirou-se para a sua casa de campo em Maryland para se dedicar à sua própria investigação. Aí, solteiro e sem filhos, Iddings morreu em 1920 na sua casa em Sandy Spring, Maryland, vítima de nefrite intersticial crónica.
A National Academies Press chamou a Iddings um líder excecional da petrologia. O New York Times chamou-lhe um petrologista distinto.
Iddings foi membro da National Academy of Sciences, membro da Geological Society of London, da American Philosophical Society, fellow da Geological Society of America, membro da Sociedade Científica de Christiania, membro honorário da Société française de minéralogie et de cristallographie e curador honorário de petrologia no U. S. National Museum.
Em sua homenagem, a Yale University estabeleceu a Iddings Scholarship for Graduate Studies. O mineral iddingsite foi também assim designado em sua honra.

## Investigação e publicações
Iddings efectuou estudos do campo nas seguintes regiões:
- Nevada, em torno de Eureka (intrusiva) e em Washoe County (Comstock Lode);
- Cascade Mountains (vulcanitos)
- Great Basin;
- Parque Nacional de Yellowstone, onde fez cartografia sob a direção de Arnold Hague durante os verões de 1883 a 1890.

Após a sua retirada da vida académica, viajou para os Mares do Sul e depois para Sulawesi e Java.
Os seus trabalhos científicos foram inicialmente publicados sobretudo no American Journal of Science e no Bulletin of the USGS. Em 1883, no artigo Notes on the Volcanoes of Northern California, Oregon, and Washington Territory, descreveu a cadeia vulcânica das Cascades, juntamente com Arnold Hague. Em 1886, publicou The Columnar Structure in the Igneous Rock on Orange Mountain, New Jersey, um tratado sobre a formação colunar em rochas ígneas. Seguiu-se, em 1887, The Nature and Origin of Lithophysae and the Lamination of Acid Lavas, um tratado sobre o processo de formação de litófisas e as causas da estratificação fina em lavas ácidas.
Iddings escreveu vários livros didácticos de petrologia ou petrografia, entre os quais:
- Microscopical Physiography of the Rock-Making Minerals: An Aid to the Microscopical Study of Rocks (1888). A obra éuma tradução e revisão da obra de Harry Rosenbusch intitulada Mikroskopische Physiographie der petrographisch wichtigen Mineralien;
- Rock Minerals. Their Chemical and Physical Characters and Their Determination in Thin Sections (1906);
- Problems of Volcanism (1914).

Iddings foi o primeiro a introduzir o microscópio polarizador nos Estados Unidos. Contribuiu de forma especial para a classificação das rochas ígneas, por exemplo, reconheceu muito cedo a importância da composição química global das rochas, nomeadamente das rochas vulcânicas. Em 1902, foi um dos introdutores da norma CIPW, um método em petrologia para converter uma análise química de rochas num inventário mineral normativo. A norma foi desenvolvida pelos geocientistas Charles Whitman Cross, Joseph Paxson Iddings, Louis V. Pirsson e Henry S. Washington e, mais tarde, batizado com as iniciais dos seus nomes. Ainda hoje, o cálculo padrão CIPW, na sua forma original, é um dos métodos básicos padronizados para representar análises de rochas, embora tenha sido complementado de várias formas ao longo do tempo para aplicações especiais.
Iddings é responsável por numerosas primeiras descrições petrográficas de rochas. Entre elas, tipos de rochas mais conhecidos, como a absarokite (1895a), banakite (1895a), hawaiite (1913) e shoshonite (1895a), mas também rochas muito raras como a bandaite (1913), batukite (1917), kauaiite (1913), kohalaite (1913), llanite (1904), também llanoite, um granito porfirítico, marosite (1913), shastaite (1913), tautirite (1918) e ungaite (1913).
Foi também reponsável pela criação de vários termos técnicos utilizados em petrografia. Iddings cunhou vários termos geocientíficos ou utilizou-os pela primeira vez no mundo anglófono:
- Bismalite (forma intrusiva);
- Chadacryst e oikocryst (cristal de inclusão e cristal hospedeiro num rocha com textura ofítica);
- Consanguinidade (geologia) (de associações magmáticas);
- Textura em camadas;
- Litófise;
- Sódio-ortoclásio;
- Fenocristal (1889);
- Esferólito (textura).

Também, vários termos microestruturais para descrição de materiais porfiríticos, que datam de 1909, podem ser atribuídos a Iddings:
- Cumulófiro, ou textura cumulofírica — textura de uma rocha ígnea porfirítica em que os fenocristais, não necessariamente do mesmo mineral, estão agrupados em grupos irregulares; diz-se também de uma rocha que apresenta tal textura;
- Linófiro, ou textura linofírica — textura de uma rocha ígnea porfirítica em que os fenocristais, não necessariamente do mesmo mineral, formam bandas ou linhas;
- Planófiro, ou textura planofírica — textura de uma rocha ígnea porfirítica em que os fenocristais, não necessariamente do mesmo mineral, formam camadas;
- Skedophyr — textura de uma rocha ígnea fírica com fenocristais distribuídos de forma bastante uniforme na massa base.

Andrew Cowper Lawson deu o nome de Iddings ao mineral misto iddingsite. Charles Walcott homenageou Iddings com o género de trilobites Iddingsia (1924), bem como com a espécie de trilobite Peachella iddingsi (1910) e com a espécie de braquiópode Orthis iddingsi.